# Regime internacional
Nas relações internacionais, um regime internacional representa um conjunto de princípios, normas, regras e procedimentos de tomada de decisões em torno dos quais convergem os atores internacionais. Às vezes, quando formalmente organizado, um regime pode se institucionalizar em uma organização internacional.

## Definição e tipos
Em uma definição clássica bastante conhecida nas relações internacionais, Stephen Krasner conceitualiza regimes internacionais como um "conjuntos de princípios, normas, regras e procedimentos de tomada de decisão implícitos ou explícitos em torno dos quais convergem as expectativas dos atores em uma determinada área das relações internacionais". Os regimes “são acordos mais especializados que dizem respeito a atividades, recursos ou áreas geográficas bem definidas e muitas vezes envolvem apenas um subconjunto de membros da sociedade internacional ”, segundo Oran R. Young.
| “ | Os regimes podem ser definidos como princípios, normas e regras implícitos ou explícitos e procedimentos de tomada de decisões de determinada área das relações internacionais em torno dos quais convergem as expectativas dos atores. Os princípios são crenças em fatos, causas e questões morais. As normas são padrões de comportamento definidos em termos de direitos e obrigações. As regras são prescrições ou proscrições especificas para a ação. Os procedimentos para tomada de decisões são práticas predominantes para fazer e executar a decisão coletiva. | ” |
|   | — Stephen Krasner. |   |

Os tipos de regimes incluem Convenções Internacionais como a Convenção de Basileia, o Plano de Ação para o Mediterrâneo e regimes bem conhecidos como o sistema de Bretton Woods  de gestão monetária internacional. Os regimes internacionais também podem incluir organizações internacionais num sentido mais amplo.

## Formação
Os regimes internacionais formam-se frequentemente em resposta à necessidade de coordenar o comportamento entre os países em torno de uma determinada questão. Na ausência de um regime abrangente, por exemplo, as telecomunicações entre países teriam de ser regidas por numerosos acordos bilaterais, cuja administração a nível mundial se tornaria incrivelmente complexa. Um regime como a UIT serve simultaneamente como fórum, tratado multilateral e órgão de governo para padronizar eficientemente as telecomunicações entre países. O Fundo Monetário Internacional, a Convenção sobre Armas Biológicas e o Protocolo de Quioto são outros exemplos de regimes internacionais. O número de regimes internacionais aumentou consideravelmente desde a Segunda Guerra Mundial, e hoje os regimes cobrem quase todos os aspectos das relações internacionais que podem exigir coordenação entre os países, desde questões de segurança (como a não proliferação de armas ou a defesa coletiva ), até comércio, finanças e investimentos, informação e comunicação, direitos humanos, ambiente e gestão do espaço exterior – para citar alguns.
Alguns estudiosos enfatizam a importância de uma hegemonia na criação de um regime e no seu impulsionamento. Isso é chamado de teoria da estabilidade hegemônica. Os Estados Unidos, por exemplo, foram fundamentais na criação do sistema de Bretton Woods, com organizações como o Banco Mundial e o Fundo Monetário Internacional. A lógica é que um ente hegemônico, sendo o ator dominante na política e na economia internacionais, é muitas vezes aquele que mais ganha com a criação de padrões globais. Por exemplo, embora outros países possam beneficiar, empresas norte-americanas como a Microsoft, a Universal Studios e a Pfizer estariam entre os maiores beneficiários de um regime global estrito de propriedade intelectual. À medida que as hegemonias usam o seu poder para criar regimes, a sua retirada também pode ameaçar a eficácia dos regimes.
Os regimes atendem a necessidades funcionais cruciais nas relações internacionais. Regimes poderosos são considerados por alguns estudiosos como atores independentes na política internacional. Embora, em última análise, os Estados criem e sustentem regimes, uma vez institucionalizados, os regimes podem exercer uma influência na política mundial que é praticamente independente da soberania de qualquer Estado. A Agência Internacional de Energia Atómica, por exemplo, tem certos direitos que lhe são conferidos pelos próprios Estados para monitorizar a atividade energética nuclear nos países. Na medida em que são organizados por meio de tratados entre países, os regimes constituem uma importante fonte formal do direito internacional. Os próprios regimes também podem ser sujeitos do direito internacional. Na medida em que moldam o comportamento dos Estados, os regimes mais influentes também podem ser uma fonte de direito internacional consuetudinário. Nesta perspectiva, alguns acadêmicos liberais veem nos regimes as primeiras sementes de uma governação mundial pacífica, na linha da ideia do filósofo Immanuel Kant de paz perpétua por meio de uma federação de estados mundiais.